# حبل قفز صيني
حبل القفز الصينيّ أو أول تُنِّي هي لعبة للأطفال تشبه الحجلة ونط الحبل. تدمج الحركات المختلفة لإنشاء أنماط غالباً ما تكون مصحوبة بالأناشيد.